# Oudgrieks

Verbreiding van de Oudgriekse dialecten.

Oudgrieks, ἡ Ἑλληνικὴ γλῶττα, hē Hellēnikē glōtta, is een verzamelnaam (omdat er geen 'hoofdtaal' was) voor de dialecten die in het oude Griekenland, Ionië en in de Griekse kolonies werden gesproken. Het is de taal met de oudste geschreven bronnen in Europa, er werd al 30 eeuwen geleden in het Grieks geschreven, en de taal van de Oudgriekse literatuur.
Athene was in de klassieke oudheid een belangrijke stad, zeker ook op literair gebied. Daar werd het Attisch gesproken en daarom wordt tegenwoordig op de middelbare school die variant onderwezen.

## Geschiedenis
Het Grieks was in de archaïsche en klassieke periode zeker geen eenheidstaal: er bestonden onderling sterk afwijkende dialecten. De volgende dialecten zijn bekend: het Dorisch, Æolisch, Ionisch, Oudmacedonisch, Arkadisch-Cyprisch en het Attisch, dat in het oude Athene werd gesproken. Het Koinè, een variant van het Oudgrieks, werd na de veroveringen door Alexander de Grote de lingua franca voor het hele gebied rond de Middellandse Zee en voor velen de eerste taal.
Na de verovering en inlijving van dit gebied door de Romeinen bleef het Grieks de taal in het oostelijk deel van het Romeinse Rijk. Maar ook in het oude Rome was het Grieks gangbaar. Het onderwijs bij vooral de elite werd namelijk vaak gegeven door hoogopgeleide Griekse slaven. Daarnaast was Grieks de gebruikelijke taal in internationale contacten. Julius Caesar bijvoorbeeld beheerste het Grieks volledig. Vandaar dat sommige bronnen zelfs beweren dat hij vlak voor zijn dood de Griekse woorden "καὶ σύ, τέκνον" (kai su, teknon) uitsprak, wat "ook jij, mijn kind" betekent, dus niet de Latijnse woorden "tu quoque Brute" (ook jij Brutus) of "tu quoque fili mi" (ook jij, mijn zoon).
Het Oudgrieks is een dode taal. Veel van haar grammaticale kenmerken en woordenschat bleef echter bewaard in geïsoleerde Griekse gemeenschappen rond de Zwarte Zee. Deze talen, samen het Pontisch genoemd, en een Anatolische variant, behouden tot de dag van vandaag veel overeenkomsten met het Oudgrieks uit hellenistische tijden. Het Romeyka, een van de Pontische talen, dat door een islamitische bevolkingsgroep wordt gesproken in onder andere het district Çaykara van de provincie Trabzon in Turkije, heeft van alle bekende Griekse talen het meest van het Oudgrieks behouden.
Er wordt op de middelbare school, in België in het aso en in Nederland op het gymnasium, Oudgrieks onderwezen. Op het programma staan vaak klassieke auteurs zoals Homeros, Herodotos, Euripides, Sofocles, Xenofon en Plato. Tot de oudste teksten in het Oudgrieks behoren de Ilias en de Odyssee van Homeros.